# Zweta Karajantschewa

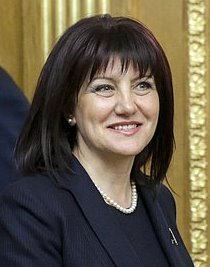
Zweta Karajantschewa im Jahr 2019

Zweta Waltschewa Karajantschewa (auch Tsveta Karayancheva, Cveta Karajančeva geschrieben, bulgarisch Цвета Вълчева Караянчева; * 25. Februar 1968 in Boljarowo, Volksrepublik Bulgarien) ist eine bulgarische Ingenieurin und Politikerin der konservativen Partei GERB. Zwischen November 2017 und März 2021 war sie die Vorsitzende der bulgarischen Nationalversammlung.

## Lebenslauf
Zweta Karajantschewa wurde am 25. Februar 1968 in Boljarowo im Jamboler Verwaltungsbezirk geboren. Sie studierte Maschinenbau in Kardschali, Ingenieurwesen an der Technischen Universität Sofia und hat ein Diplom in Management, das sie an der Neuen Bulgarischen Universität erwarb.
In ihrem Beruf arbeitete Karajantschewa in einem Kunststoffunternehmen in Kardschali. Sie wurde mehrere Male befördert, unter anderem zur Chefdesignerin und Fabrikleiterin.

## Politische Karriere
Im Jahr 2007 wurde sie Regionalkoordinatorin der Partei GERB für den Verwaltungsbezirk Kardschali. Unter ihrer Führung verdrängte GERB sowohl die postkommunistische Sozialistische Partei als auch die unter der türkischen Minderheit sehr erfolgreiche Bewegung für Rechte und Freiheiten.
Im Jahr 2009 wurde sie zum ersten Mal Abgeordnete zum bulgarischen Parlament. Bei den Parlamentswahlen 2013, 2014 und 2017 gewann sie erneut ein Mandat, zuletzt mit annähernd 40 % der abgegebenen Stimmen. Sie vertritt den Wahlkreis Kardschali.
Von Mai bis November 2017 war Zweta Karajantschewa eine der fünf stellvertretenden Parlamentspräsidenten. Am 17. November 2017 wurde sie zur Vorsitzenden der Nationalversammlung gewählt – 138 Abgeordnete stimmten für sie, 3 gegen sie, 71 Abgeordnete enthielten sich ihrer Stimme. Damit trat sie die Nachfolge von Dimitar Glawtschew an, der im Zusammenhang mit der beginnenden bulgarischen Präsidentschaft im Ministerrat der Europäischen Union sein Amt niederlegte. Zum 25. März 2021 schied sie aus dem Amt.
In der Geschichte des bulgarischen Parlamentarismus ist sie nach Zezka Zatschewa die zweite Frau im Amt der Parlamentspräsidentin.

## Politische Positionen
Laut Artikel 77 der bulgarischen Verfassung leitet die Parlamentspräsidentin die Sitzungen des Narodno Sabranie, schlägt die Tagesordnung vor, unterzeichnet verabschiedete Gesetze und Resolutionen und organisiert die internationalen Kontakte des Parlaments. Zwar repräsentiert Karajantschewa verfassungsgemäß das Parlament als Ganzes, äußert sich aber in der Tradition ihrer Vorgänger auch tagespolitisch.
Sie gilt als Vertraute des Ministerpräsidenten Bojko Borissow.

### Häusliche Gewalt
Im November 2018 brachte Karajantschewa eine Gesetzesänderung in die Nationalversammlung ein, die die Gesetzgebung in Bezug auf häusliche Gewalt verschärfen und diese als eigenen Straftatbestand im Strafgesetzbuch verankern sollte. Gleichzeitig sollten Strafmaße für bereits bestehende Straftaten erhöht werden. Karajantschewa bezeichnete häusliche Gewalt gegen Frauen und Kinder gar als „ein bulgarisches Übel“.
Die GERB-Fraktion begründete diesen Gesetzesvorschlag mit inoffiziellen Statistiken, nach denen jede vierte Frau in Bulgarien in ihrem Leben mindestens einmal Opfer häuslicher oder sexualisierter Gewalt wurde; die Gesetzesänderung wurde als Reaktion auf die steigende Anzahl von Femiziden und Gewalt gegen Frauen in Bulgarien aufgefasst. Der Vorstoß löste eine kontroverse parlamentarische Debatte aus, bei der sich einzelne Abgeordnete abfällig äußerten.
Nachdem in erster Lesung der Rechtsausschuss bereits für den Vorschlag stimmte, votierte die Nationalversammlung am 8. Februar abschließend für die Gesetzesänderung. Beobachter kritisierten den Gesetzesvorschlag allerdings als symbolisch und realpolitisch wirkungslos, da Fälle häuslicher Gewalt juristisch bereits durch andere Straftatbestände abgedeckt und in der Rechtspraxis mit ähnlich hohen Strafmaßen versehen seien, es also eher an Präventions- und Schutzmaßnahmen mangele.
Karajantschewa merkte im November 2020 erneut ihre Unzufriedenheit mit der aktuellen Rechtslage und der gesellschaftspolitischen Situation an und rief alle Abgeordneten der Nationalversammlung dazu auf, sich „aktiv im Kampf gegen häusliche Gewalt einzubringen“. Vor dem Hintergrund einer Initiative der bulgarischen Linkspartei, die vorsah Krisenzentren für Opfer von Gewalt in familiären Kontexten mit 3 Millionen Lewa auszustatten, erklärte sie, dass geschützte Wohnungen und Einrichtungen auch an unerreichbaren Orten bereitgestellt werden sollten, statt wie bisher lediglich zentralisiert in Innenstädten. Sie kündigte an, den Gesetzesvorschlag zu unterstützen. Das bulgarische Parlament votierte nach der Haushaltsdebatte final dagegen.

### Beziehungen zu Russland
Im Rahmen eines Staatsbesuches in Russland im Juni 2019 bezeichnete Karajantschewa ihr Heimatland als „Brücke zwischen der NATO“, deren Mitglied Bulgarien ist, „und Russland“. Sie sieht Russland als strategischen Partner. Als Vorsitzende der parlamentarischen Delegation setzte sie sich erfolgreich dafür ein, dass bulgarische Erdkampfflugzeuge sowjetischer Produktion vom Typ Suchoi Su-25 auf bulgarischem Boden unter Beteiligung russischer Firmen gewartet werden können.
Unter ihrer Führung entwickelten sich leichte Entspannungssignale im bulgarisch-russischen Verhältnis, so kündigte der russische Außenminister Lawrow an, dass es künftig in Russland studierenden Bulgaren erlaubt werde, in Teilzeit zu arbeiten, sowie die Zahl der für Bulgaren bereitgestellten Stipendien erhöht werden solle.
Karajantschewa gilt als Verfechterin der Erdgaspipeline Turkish Stream und deren Abzweig Balkan Stream und begrüßt die russische Teilnahme an den Projekten zu Neu- und Weiterbau der Atomkraftwerke in Kosloduj und Belene. Sie tritt – ähnlich wie Energieministerin Temenuschka Petkowa – für eine Vertiefung der russisch-bulgarischen Beziehungen im Energiesektor ein.
Ihre grundsätzlich russlandfreundlichen Positionen stießen in Bulgarien wiederholt auf Kritik.

### Reaktion auf die COVID-19-Pandemie
Im Zuge der ab Anfang 2020 in Bulgarien grassierenden Pandemie mit dem neuartigen Coronavirus wurden Hygienebestimmungen und Besuchsregelungen im Narodno Sabranie verschärft. Zweta Karajantschewa untersagte alle dienstlichen Auslandsreisen der Abgeordneten. Am 26. März schlug sie die Aussetzung des regulären Parlamentsbetriebes vor, Anfragen an die Regierung dürften nur noch schriftlich gestellt werden und die Nationalversammlung sollte nur noch in dringlichen Notsituationen zusammenkommen.
Die Nationalversammlung nahm diesen Vorschlag am 26. März an. Karajantschewa erklärte, dass das Parlament nicht seiner gesellschaftlichen Vorbildfunktion nachkommen könne, wenn seine Mitglieder keine Rücksicht auf die Maßnahmen des Social Distancing nähmen.
Artikel 74 der bulgarischen Verfassung definiert die Nationalversammlung als permanent zusammenkommendes Organ, das seine Sitzungszeiten selbst bestimmen kann.
Die Sozialistische Partei votierte gegen diesen Vorstoß.

### Proteste gegen das Kabinett Borissow
Im Zusammenhang mit den Protesten gegen das Kabinett Borissow III ab September 2020 wurde die Legitimität der Regierung öffentlich infrage gestellt. Als Reaktion darauf erklärte Karajantschewa, dass das Narodno Sabranie rechtmäßig gewählt wurde und die Protestaktionen von der Mafia organisiert und bezahlt worden seien. Des Weiteren würden Journalisten auch weiterhin von der Beobachtung der Parlamentssitzungen ausgeschlossen bleiben. Zuvor begründete sie die eingeschränkten Besuchsregelungen der Nationalversammlung noch mit Eindämmungsmaßnahmen gegen die Verbreitung von COVID-19. Karajantschewa kritisierte eine Resolution des Europäischen Parlaments, die die Arbeit der bulgarischen Regierung bemängelte, als politischen Akt ohne rechtlichen Wert.
Als bei einer Demonstration auf dem Vorplatz des Parlaments einem behinderten jungen Demonstranten die Benutzung einer zum Parlamentsgebäude gehörenden Toilette verwehrt wurde, wurden Rücktrittsforderungen  gegenüber Karajantschewa laut. Protestierende legten WC-Brillen auf die Stufen der Nationalversammlung um die Parlamentspräsidentin zum Niederlegen ihres Amtes aufzufordern.
Im Oktober 2020 brachten 96 Abgeordnete der Sozialistischen Partei und der Bewegung für Rechte und Freiheiten ein Misstrauensvotum gegen Karajantschewa ein. Sie begründeten ihre Entscheidung gegen ihre Person mit Nichteinhalten der Regeln des Gesetzgebungsprozesses und Missachtung der Amtswürde. Karajantschewa überstand das Misstrauensvotum mit 127 zu 97 Stimmen; die GERB-Fraktionsvorsitzende warf der Opposition vor, kein Recht auf solche Vorstöße zu haben, nachdem diese zuvor aus Solidarität mit den Protestierenden Parlaments- und Ausschusssitzungen boykottiert hatten.
Nach Spekulationen über die rechtmäßige Durchführung der anstehenden Parlamentswahlen im Jahr 2021 lud Karajantschewa zuständige Stellen der Europäischen Kommission, der Venedig-Kommission, der Organisation für Sicherheit und Zusammenarbeit in Europa und der GRECO dazu ein, mit Wahlbeobachtern an der Auszählung teilzunehmen.
In der 2020 entstandenen politischen Krise in Bulgarien wurde Karajantschewa als regierungsfreundlich wahrgenommen, mit ihrer Kritik an Sondierungen mit den politischen Parteien vor den Wahlen durch Rumen Radew erhob sie schwere Vorwürfe gegen die Amtsführung des Staatspräsidenten. Sie nahm Premierminister Borissow wiederholt in Schutz, schloss den Rücktritt seiner Regierung aus und bezeichnete gegen ihn erhobene Vorwürfe der Geldwäsche in Spanien als „Fake News“.

## Privatleben
Zweta Karajantschewa ist seit 1989 mit Ilija Karajantschew verheiratet.  Das Ehepaar hat eine Tochter, Kalina. Karajantschewa ist Großmutter zweier Enkelkinder.
Neben ihrer Muttersprache Bulgarisch spricht sie fließend Russisch.
Im September 2019 fuhr eine 31-jährige Frau bei Hitrino in den Wagen, in dem sich Karajantschewa befand. Die Fahrerin hatte die Kontrolle über ihr Fahrzeug verloren. Zweta Karajantschewa musste sich in einem Krankenhaus wegen eines gebrochenen Schlüsselbeins und Verletzungen an der Wirbelsäule behandeln lassen. Gegen die Verantwortliche wurde ein Verfahren wegen Körperverletzung aufgenommen, auf Karajantschewas Wunsch wurde dieses allerdings wieder eingestellt.